# In Another Land
In Another Land (‚In einem anderen Land‘) ist ein Song, der von Bill Wyman geschrieben wurde und als drittes Stück auf dem Rolling-Stones-Album Their Satanic Majesties Request veröffentlicht wurde. Das Lied ist das einzige Rolling-Stones-Stück, auf dem Bill Wyman als Leadsänger auftritt und ist eines von nur drei Stücken, die er für die Rolling Stones geschrieben hat.

## Hintergrund
Der Song wurde im Zuge der Aufnahmen zu Their Satanic Majesties Request aufgenommen. Wyman war vergeblich zu einer Aufnahmesession erschienen und nutzte die Zeit für die Aufnahme des Songs, zusammen mit dem Sänger und Gitarristen Steve Marriott und dem Bassisten Ronnie Lane von den Small Faces.
Bill Wyman sagte über die Entstehung des Songs:

“I’d been messing with this song. It was a bit… what I thought was kind of spacy, you know… a bit kind of Satanic Majesties-like. And psychedelic in a way… The idea for the song is about this guy who wakes up from a dream and finds himself in another dream.”

„Ich hatte mich mit diesem Lied herumgeschlagen. Es war ein bisschen … was ich mir dabei gedacht habe, war irgendwie ausgeflippt, weißt du … ein bisschen in der Art von Satanic Majesties. Und irgendwie psychedelisch … Die Idee für das Lied ist über diesen Kerl, der aus einem Traum aufwacht und sich in einem anderen Traum wiederfindet.“

## Rezeption
Matthew Greenwald schrieb bei Allmusic über das Stück:

“A whimsical, trippy ode, these days it sounds like a psychedelic Spinal Tap song, with words describing blue trees and flowers…. Interestingly, the bridge section is one of the hardest-rocking efforts by the Rolling Stones from this period.”

„Eine skurrile, schräge Ode, die heutzutage wie ein psychedelischer Spinal-Tap-Song klingt, mit Worten, die blaue Bäume und Blumen beschreiben … Interessanterweise ist die Bridge-Sektion eine der rockigsten Leistungen der Rolling Stones aus jener Zeit.“

Das Stück erreichte Platz 87 in den Billboard-Hot-100-Charts.

## Musiker der Originalaufnahme
- Bill Wyman – Gesang, Bass, Klavier
- Charlie Watts – Schlagzeug
- Brian Jones – Orgel
- Nicky Hopkins – Cembalo
- Ronnie Lane – Hintergrundgesang
- Steve Marriott – Hintergrundgesang, Gitarre
- Mick Jagger – Hintergrundgesang
- Keith Richards – Hintergrundgesang

## Text/Übersetzung/Noten
- The Rolling Stones. Songbook. 155 Songs [1963–1977] mit Noten. Deutsch von Teja Schwaner, Jörg Fauser und Carl Weissner. Mit 75 Alternativübersetzungen von Helmut Salzinger. Zweitausendeins, Frankfurt am Main 1977, S. 166 f. und 578.